# Mauricio Nanni
Mauricio ("Mauro") Daniel Nanni (Montevideo, 12 juli 1979) is een voormalig profvoetballer uit Uruguay, die speelde als doelman. Hij beëindigde zijn loopbaan in 2015 bij de Argentijnse club CAI Comodoro. Het grootste deel van zijn carrière kwam hij uit voor Montevideo Wanderers.

## Interlandcarrière
Silva maakte zijn debuut voor Uruguay op 4 februari 2003 in de vriendschappelijke wedstrijd tegen Iran (1-1), net als Sergio Blanco (Montevideo Wanderers), Marcelo Sosa, Bruno Silva (beiden Danubio), Williams Martínez, Sebastián Taborda (beiden Defensor Sporting Club), Diego Lugano (Club Nacional de Football), Julio Mozzo (Central Español) en Mario Leguizamón (CA Peñarol).